# Ludwig von Holzgethan
Ludwig Holzgethan, ab 1855 Ritter von Holzgethan, ab 1865 Freiherr von Holzgethan (* 1. Oktober 1800 in Wien; † 12. Juni 1876 ebenda) war ein österreichischer Minister und kurzfristig Ministerpräsident.

## Leben
Ludwig Holzgethan trat 1831 als Finanzbeamter in den Staatsdienst und durchlief eine lange Laufbahn. Im Jahr 1846 wurde er Kameralrat und arbeitete in Wien, Triest und Linz, als Bezirksvorstand der Kameralbezirksverwaltung für den Innkreis in Ried. 1850 kam er als Finanzrat nach Verona. 1852 wurde er als Ministerialrat venezianischer Finanzpräfekt in Venedig und leitete die Finanzverwaltung der Lombardei und Venetiens.
Er wurde am 4. April 1855 in Wien als k.k. Ministerialrat und Finanzpräfekt in Venedig mit Verleihung des Leopold-Ordens von Kaiser Franz Joseph I. in den österreichischen Ritterstand erhoben und 1860 zum Geheimen Rat ernannt. Als solcher wurde er am 31. Dezember 1865 vom Kaiser in den österreichischen Freiherrenstand erhoben und zum Mitglied des Herrenhauses ernannt. In diesen Jahren war er zum Unterstaatssekretär, zum Stellvertreter des Finanzministers Ignaz von Plener und zum Mitglied des Staatsrats ernannt.
1870 übertrug ihm der Kaiser das österreichische (cisleitanische) k.k. Finanzministerium, erst unter dem Ministerpräsidenten Alfred Józef Potocki, dann unter Karl Sigmund von Hohenwart. Nach dessen Rücktritt vom 30. Oktober 1871 war Holzgethan, der bis 15. Jänner 1872 k.k. Finanzminister blieb, bis 25. November 1871 auch Ministerpräsident. Am 15. Jänner 1872 wurde er vom Monarchen als Reichsfinanzminister der österreichisch-ungarischen Monarchie berufen und blieb dies bis zu seinem Tod 1876; sein Nachfolger als cisleithanischer Finanzminister wurde Sisinio von Pretis-Cagnodo.
Der Verwaltungsjurist Georg Holzgethan war sein älterer Bruder.

## Familie
Holzgethan heiratete am 14. November 1835 Auguste Walburge von Plener (* 27. April 1812; † 12. November 1870), eine Schwester des Ignaz von Plener. Das Paar hatte eine Tochter: Augustine Marie (* 22. August 1836); sie wurde Stiftsdame im Stift Maria-Schul in Brünn.